# 黑香肠

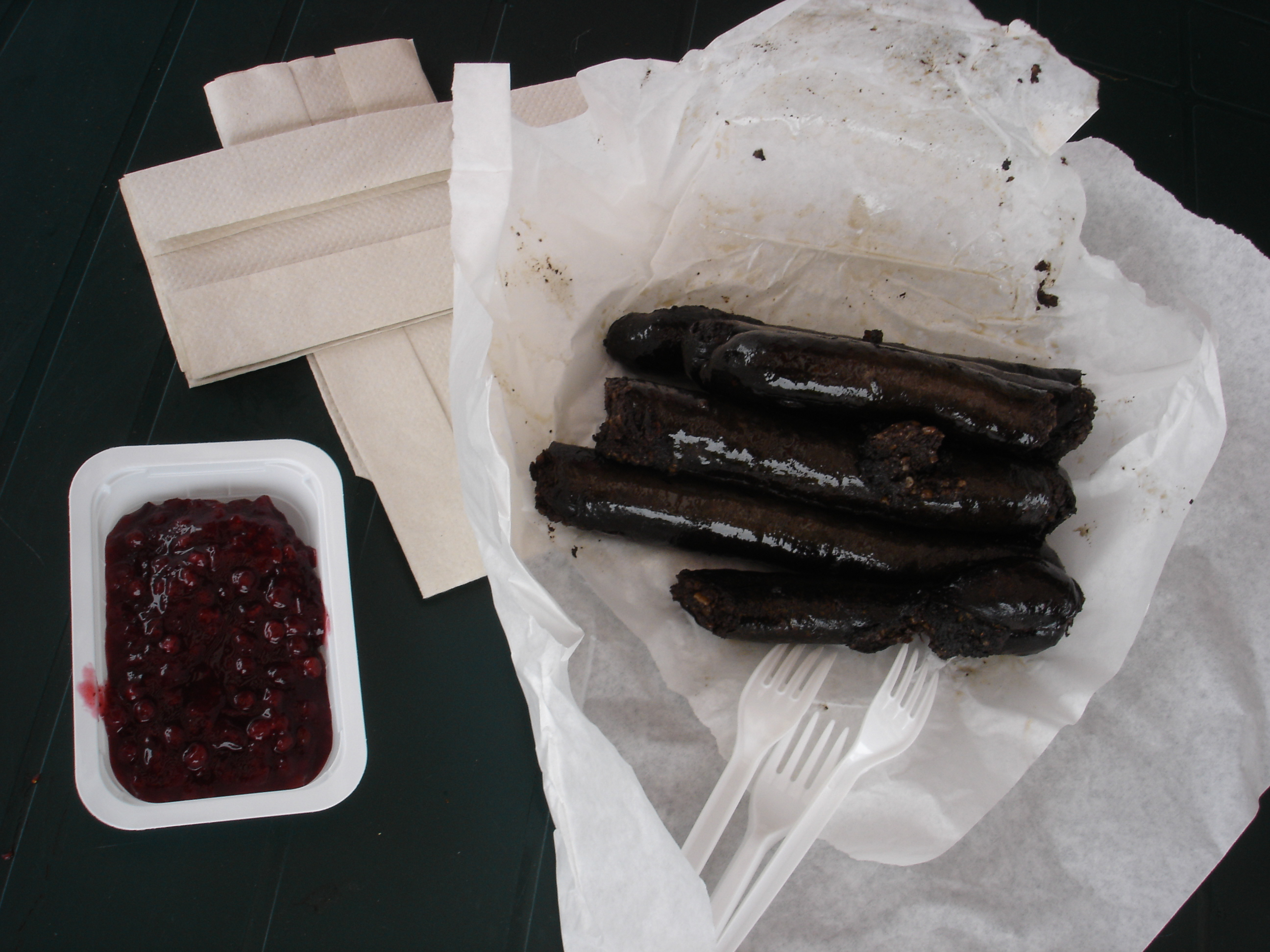
搭配越橘酱的黑香肠

黑香肠（芬蘭語：Mustamakkara）是一种芬兰传统的血腸，吃的时候通常涂上越橘果酱。虽然在芬兰各地的商店都有销售，但通常认为是皮尔坎马区坦佩雷市的特产。黑香肠最好是在从工厂里做好后用泡沫塑料包装盒包装直接运往市场摊子上趁热现买现吃。而买回家后通常的加热办法是用锅加热。
黑香肠大约最早在17世纪就开始食用，通常是在小火上用锅或烤箱里烹煮。黑香肠的原料是猪肉馅、猪血、磨碎的黑麦和面粉，把它们混合后填入肠衣。